# Cyphosperma balansae
Cyphosperma balansae är en enhjärtbladig växtart som först beskrevs av Adolphe-Théodore Brongniart, och fick sitt nu gällande namn av Hermann Wendland och Carl E. Salomon. Cyphosperma balansae ingår i släktet Cyphosperma och familjen Arecaceae. Inga underarter finns listade i Catalogue of Life.